# Lisna Velesnîțea, Nadvirna
Lisna Velesnîțea (în ucraineană Лісна Велесниця) este un sat în comuna Parîșce din raionul Nadvirna, regiunea Ivano-Frankivsk, Ucraina.

## Demografie
Componența lingvistică a localității Lisna Velesnîțea
     Ucraineană (100%)
Conform recensământului din 2001, toată populația localității Lisna Velesnîțea era vorbitoare de ucraineană (100%).